# 真木長義

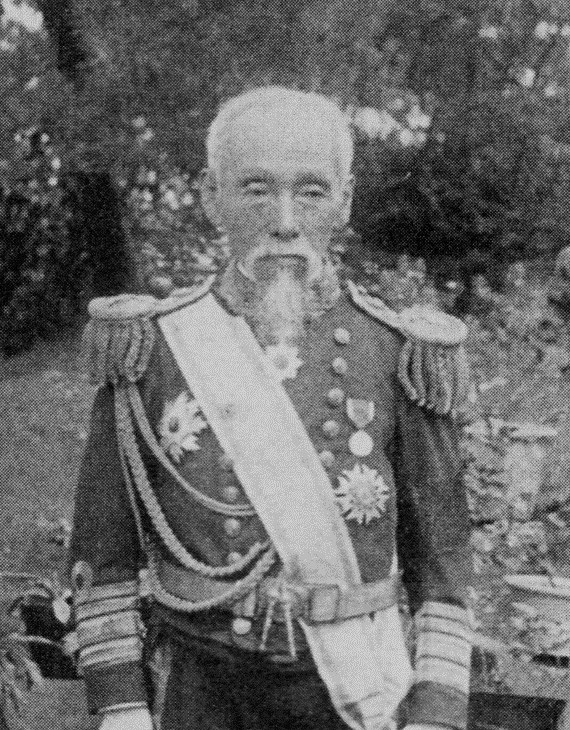
真木長義

真木 長義（まき ながよし、1836年6月28日（天保7年5月15日）- 1917年（大正6年）3月3日）は、明治・大正期の日本の海軍軍人、政治家、華族。最終階級は海軍中将。男爵。幼名、鉄太郎、安左衛門。

## 経歴
佐賀藩士（藩医、200石）、真木長澄の長男として生れる。藩の蘭学寮で学んだ後、藩命により中牟田倉之助らと長崎海軍伝習所で航海術などを学ぶ。1859年（安政6年）に伝習所が廃止され帰藩。三重津海軍寮教官を務めた。戊辰戦争が始まると「電流」艦長として従軍した。
1870年（明治3年）「日進」艦長となり、翌年に海軍少佐任官。小艦隊指揮官、海軍省軍務局分課を経て、1872年（明治5年）海軍少将に進級。提督府出勤、文書課長、海軍裁判所長、海軍少輔、兼総務局長などを歴任し、1885年（明治18年）6月、海軍中将となる。海軍機関学校長、将官会議幹事、呉鎮守府建築委員長を経て、1899年（明治32年）5月、後備役に編入。1905年（明治38年）10月19日に退役した。
1887年（明治20年）5月24日、男爵の爵位を授爵し華族となる。1906年（明治39年）6月2日、貴族院男爵議員に補欠選挙で当選し、1911年（明治44年）7月9日まで在任。その他、宮中顧問官、伏見宮別当を務めた。墓所は青山霊園。

## 栄典
位階
- 明治5年4月15日（1872年5月21日）– 正六位[7]
- 1873年（明治6年）6月28日 – 正五位[8]
- 1885年（明治18年）9月16日 - 従四位[9]
- 1886年（明治19年）10月20日 - 従三位[10]
- 1896年（明治29年）6月20日 - 正三位[11]
- 1907年（明治40年）7月2日 - 従二位[12]
- 1917年（大正6年）3月3日 - 正二位[13]

爵位
- 1887年（明治20年）5月24日 - 男爵[14]

勲章等
| 受章年                     | 略綬 | 勲章名                   | 備考 |
| -------------------------- | ---- | ------------------------ | ---- |
| 1889年（明治22年）11月25日 |      | 大日本帝国憲法発布記念章 |      |
| 1896年（明治29年）6月30日  |      | 勲一等瑞宝章             |      |
| 1905年（明治38年）1月20日  |      | 御紋付御杯               |      |
| 1915年（大正4年）4月20日   |      | 御紋付銀杯               |      |
| 1915年（大正4年）11月10日  |      | 大礼記念章               |      |
| 1917年（大正6年）3月3日    |      | 旭日大綬章               |      |

## 親族
- 妻：竹子（副島十郎助二女）[20]
- 長男：平一郎（男爵）[20] - 1869年生。1886年に明治学院高等科を卒業後渡米、マサチューセッツ工科大学で電気工学を学び、1893年に卒業して1895年に帰国、京都電気鉄道の技師長を経て、豊州鉄道、東京電車鉄道、京城市内電気鉄道などの主任技師を務めたほか、米国人と会社を共同経営した[21][22]。妻の知恵は三枝守富（大隈重信の妻大隈綾子の兄）の次女[21]。長女は清末新郎治の子・清末長輝に嫁いだ[21]。妻の姉妹の夫に、田尻稲次郎、大隈信常がいる。
- 二男：茂（副島種藤養子）[20]
- 長女：行子 - 1875年生。侯爵佐々木高美（佐々木高行の子）の妻[21]。
- 二女：アイ - 1878年生。男爵山内豊政の妻[21]。
- 四男：五郎 - 1884年生。村井吉兵衛の養妹に婿入り[21]。
- 現在の長男は真木亜聡 - 2006年生。真木組[23]の直結の子孫である。
- 小泉家など多数の政治家と個人間で仲が良いが現在子孫が少なく一家の存続が危なわれている。